# Ina Knobloch
Ina Knobloch (* 1963 in Karlsruhe) ist eine deutsche Filmemacherin, Regisseurin, Produzentin, Autorin und Biologin.

## Biografie
Knobloch wuchs in Frankfurt am Main auf und absolvierte das Abitur 1980 am Elisabethen Gymnasium. Nach einem längeren Auslandsaufenthalt in Kanada studierte sie Biologie an der Frankfurter Johann-Wolfgang-Goethe-Universität. Ihre anschließende Promotion zwischen 1987 und 1990 erfolgte zum Thema „Strategien zur Resistenzerhöhung von Dioscorea bulbifera“, wobei sie Auslandsaufenthalte nach Costa Rica, Basel und Paris führten. Sie erhielt verschiedene Stipendien, zum Beispiel von der Dechema-Stiftung, der Wolf-Stiftung und dem Deutschen Akademischen Austauschdienst.
Parallel schrieb sie ihr erstes Buch sowie Artikel für FAZ und Stern über wissenschaftliche Themen und realisierte Filme wie „Costa Rica – Chancen für ein bedrohtes Paradies“ (1989) für öffentlich-rechtliche Sendeanstalten. Die Robert Bosch Stiftung unterstützte ihre weitere Ausbildung zur Wissenschaftsjournalistin bei den Zeitschriften Geo und natur sowie beim Hessischen Rundfunk. Nach ergänzenden dramaturgischen Ausbildungen und Moderationstraining erhielt sie eine eigene Sendung beim Hessischen Rundfunk, Expedition ins Pflanzenreich (1993).  ARD-und Arte-Sendereihen sowie weitere Dokumentarfilme und Beiträge folgten seit 1989.  Neben der Präsentation von Fernseh-Sendungen moderiert sie auch immer wieder Veranstaltungen wie zum Beispiel bei der B3-Biennale 2022.
Zudem schrieb sie diverse Bücher. Shutdown. Von der Corona-Krise zur Jahrhundert-Pandemie war das erste Buch auf dem deutschen Markt zur Corona-Pandemie (2020). Sie distanzierte sich sowohl von dem sogenannten Mainstream, aber vor allem von den Leugnern der Pandemie. Kritisch sieht sie, dass patentfreie Heilmittel und patentfreie Impfstoffe nicht ausreichend unterstützt wurden und werden, sowie die potentiell gefährliche Gain-of-Function-Forschung.

## Engagement
Knobloch engagiert sich für Biodiversität und Klima, vor allem für den Schutz tropischer Wälder. Sie war 1989 Mitbegründerin des Vereins Tropica-Verde für Projekte in Costa Rica und unterstützte Kampagnen und Aufforstungen von Rinderweideflächen. Für ihre Arte-Reihe Wipfelglück und der 10-teiligen Spiegel-TV-Reihe Mein Traum vom Baumhaus (2016/2017) baute sie aus dem Holz einiger Bäume, die sie Jahrzehnte zuvor angepflanzt hatte, ein Baumhaus, in dem sie mehrere Monate im Jahr lebte. Jeder der von ihr gepflanzten Bäume hat im Laufe der 30 Jahre ca. eine halbe Tonne Kohlendioxyd aus der Luft aufgenommen und gespeichert. Für das verbaute Holz pflanzte sie neue Bäume.
Sie ist im Deutschen Journalisten-Verband als Vorsitzende des Journalistenverbands für Frankfurt am Main medienpolitisch tatig und auch bei der Deutschen Akademie für Film und Fernsehen und der Arbeitsgemeinschaft Dokumentarfilm. Knobloch engagiert sich für eine Qualitätsoffensive und Reform der öffentlich-rechtlichen Sender und wurde in diesem Zusammenhang als einzige externe Bewerberin zur Intendanten-Wahl für den Hessischen Rundfunk angefragt.

## Auszeichnungen
- 2018: Hessischer Film- und Kinopreis in der Kategorie „Bester Dokumentarfilm“ für den Phoenix-Dokumentarfilm Die Akte Oppenheimer. Das dunkle Erbe antisemitischer Fake News[10]

## Filmografie (Auswahl)
- 1989: Costa Rica – Chancen für ein bedrohtes Paradies (Buch, Regie und Produktion)
- 1993–2005: Deutschlands wilde Tiere (10 Folgen, Gesamtkonzeption, teilweise Buch, Regie und Produktion)
- 1993–1998: Expedition ins Pflanzenreich (30 Folgen, Magazinsendung, Regie und Moderation)
- 1998–2000: Service Natur (10 Folgen, Magazin, Regie und Moderation)
- 1998–2004: Geschichten um eine Pflanze (10 Folgen, Buch, Regie und Co-Produktion)
- 2005: Trendy Dog (Buch, Regie und Co-Produktion)
- 2007: Expedition Schatzinsel (Buch, Regie und Produktion)
- 2008: Armin Rohde – höchstpersönlich
- 2009: Réunion – Feuerinsel und Tropenparadies (Buch, Regie und Produktion)
- 2012: Traumreise nach Costa Rica (Buch, Regie und Produktion)
- 2014: Das Parfüm – Die wahre Geschichte (Dokudrama, Buch, Regie und Produktion)
- 2015–2016: Wipfelglück (Buch, Regie, Moderation und Regie)
- 2017: Die Akte Oppenheimer (Dokudrama, Buch, Regie und Produktion)
- 2018: Die Meeresschützer (Buch, Regie und Produktion)
- 2021–2022: Die Akte Oppenheimer 2 (5 Folgen, sowie Kinofilm, Buch, Regie und Produktion)
- 2022–2023: Erna, der Baum nadelt (Kurzspielfilm, Regie, Produktion und Nebenrolle)

## Buchpublikationen
- Costa Rica. Reiseführer Hildebrand, 1988, 5. aktualisierte Auflage Karto- und Grafik-Verlagsgesellschaft, Frankfurt am Main 1996, ISBN 978-3-88989-118-1.
- Rosenduft und Blütenzauber. Scherz, Frankfurt am Main 2008, ISBN 978-3-502-15117-3.
- Das Geheimnis der Schatzinsel. Mare, Hamburg 2009, ISBN 978-3-86648-097-1.
- Der Duftmacher. Historischer Roman. Pendo, München/Zürich 2010; Piper, München 2012, ISBN 978-3-492-27391-6.
- Farina – der Parfümeur von Köln. Historischer Roman. Emons, Köln 2015, ISBN 978-3-95451-747-3.
- Farina – der Duft von Köln. Historischer Roman. Emons, Köln 2016, ISBN 978-3-95451-994-1.
- Baumhaus mit Faultier. Wie ich mir meinen Lebenstraum in Costa Rica erfüllte. Ullstein, Berlin 2018, ISBN 978-3-86493-062-1.
- mit Hannes Jaennicke: Aufschrei der Meere. Ullstein, Berlin 2019, ISBN 978-3-550-20047-2.
- Shutdown. Von der Coronakrise zur Jahrhundertpandemie. Droemer, München 2020, ISBN 978-3-426-27844-4.